# Hello!!
『Hello!!』（ハロー）は井上侑の2ndアルバム。2009年2月3日にSHINKO MUSIC RECORDSより発売。

## 収録曲
1. チェリーセージの庭へ
2. Greedy
3. 赤ちゃんの約束
4. Friendship
5. 僕と
6. Hello!!

- 作詞・作曲・編曲・歌・ピアノ：井上 侑

## 参加ミュージシャン
- ベース：日高真夢
- ドラム：海老原 諒